# Bataille de Mégalopolis (331 av. J.-C.)
La bataille de Mégalopolis oppose à l'automne 331 av. J.-C., les Spartiates au royaume de Macédoine. Antipater, régent de Macédoine nommé par Alexandre le Grand, mène les Macédoniens à la victoire.

## Histoire
À la fin de l'année 333 av. J.-C., le roi de Sparte Agis III rencontre des généraux perses et leur soumet ses plans pour porter la guerre contre Alexandre le Grand en Grèce. Les Perses acceptent de soutenir Agis III mais ne lui fournissent que 30 talents et 10 navires. Le roi de Sparte recrute 8 000 mercenaires grecs qui ont combattu à Issos dans le camp perse et, durant l'été 331, son armée bat celle de Corragos, le général macédonien qui commande la garnison de Corinthe.
Pendant ce temps, Antipater doit faire face à une révolte de tribus thraces. Apprenant qu'Agis III est passé à l'offensive, il conclut une trêve avec les Thraces et recrute une armée deux fois plus nombreuse que celle de son adversaire, constituée de Macédoniens, de barbares venus du nord de la Macédoine et de troupes fournies par les cités grecques alliées. 
La bataille est livrée près de Mégalopolis, cité d'Arcadie devant laquelle Agis III a mis le siège. Au début de la bataille, les Spartiates enfoncent les lignes adverses mais le poids du nombre finit par l'emporter, donnant la victoire aux Macédoniens. Selon Diodore de Sicile, il y a 3 500 morts du côté macédonien et 5 300 du côté spartiate. Le roi Agis III, blessé et incapable de se tenir debout, continue à combattre sur les genoux avant d'être finalement tué par un trait de javelot.

## Sources
- (en) Cet article est partiellement ou en totalité issu de l’article de Wikipédia en anglais intitulé « Battle of Megalopolis » (voir la liste des auteurs).